# Profecia de les Setanta Setmanes
La profecia de les Setanta Setmanes és una predicció del futur escrita en el Llibre de Daniel 9:25 i que els cristians entenen com una de les profecies que van augurar l'aparició de Jesús de Natzaret com a cabdill o messies per salvar als homes.

## Text

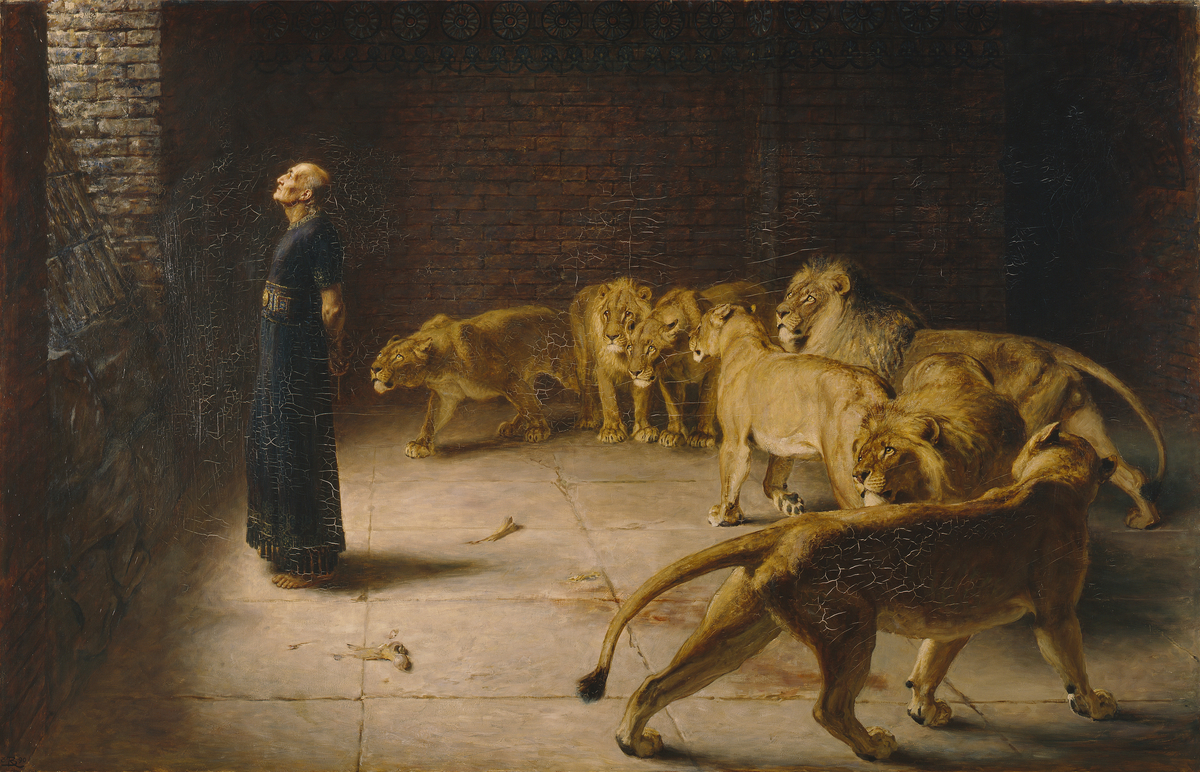
Representació ideada de Daniel en el fossà dels lleons

| «             | Han de passar setanta setmanes d'anys en la vida del teu poble i de la teva ciutat santa per a posar fi a la infidelitat, cancel·lar el pecat i expiar la culpa; llavors arribarà la bondat eterna, es complirà la visió i la profecia i serà ungit el Sant dels sants. | » |
| — Daniel 9:24 | |   |

| «             | Sàpigues, doncs i entén-ho: Des de l'instant que ha estat donada l'ordre de tornar i reconstruir Jerusalem fins al moment que un serà ungit com a príncep, passaran set setmanes d'anys. ...Passades les seixanta dues setmanes d'anys, serà mort un home ungit, sense que hagi estat jutjat | » |
| — Daniel 9:25 | |   |

## Interpretació cristiana
Tertulià († 240) afirmava que les 70 setmanes es van complir amb l'encarnació i la mort de Jesús. Malgrat això, començava aquest període profètic amb el primer any de Darios I el Gran i, curiosament, el continuava fins a la destrucció de Jerusalem per Titus. Declarava que el període fou segellat amb el primer adveniment de Crist a la fi de les 62 setmanes i mitja.
Climent d'Alexandria († 220) també sostenia que les 70 setmanes incloïen l'adveniment de Crist i que el temple fou construït dins de les "set setmanes profetitzades". Judea quedà en pau durant les "seixanta-dues setmanes", i "Crist nostre Senyor, 'el Sant dels sants', havent vingut i complint la visió de la profecia, fou ungit en la seva carn per l'Esperit Sant del seu Pare". Crist fou Senyor durant les seixanta i dues setmanes i més una setmana, deia Climent. Durant la primera mitat de la setmana governà Neró, i fou eliminat durant l'altra mitat, i Jerusalem fou destruïda a la fi del període.
Hipòlit del segle iii, interpretava les 70 setmanes profètiques com setmanes d'anys literals, i feia que els "434 anys" (62 setmanes) comprenguessin des de Zorobabel i Esdres fins al primer adveniment de Crist; però separava les 70 setmanes de les 69 precedents, introduint una fissura cronològica al col·locar l'última setmana d'anys, dividida en segments iguales, a la fi del món. Aquesta interpretació semble haver trobat poc ressò en l'església primitiva.
Juli l'Africà contava les 70 setmanes des d'Artaxerxes I fins a Jesucrist: "Per tant, calculant des de Artajerjes fins al temps de Crist és com es completen les setanta setmanes, d'acord amb l'enumeració dels jueus". Juli computava 490 anys lunars (que feia equivaldre a 475 anys solars des del vigèsim any d'Artaxerxes (444 aC.) fins al 31 dC.
Vittorio Mesori periodista catòlic interpreta 70 Setmanes per set dies (70 x 7 = 490 anys) contant des de la promulgació d'Artaxerxes I de Pèrsia l'any 458 aC, que restant 490 anys ens dona l'any 33 com a data de l'arribada del messies que segons ell, coincideix perfectament, amb els anys de la predicació i mort de Jesús.
Altres creients interpreten 62 setmanes més 7 setmanes igual a 69 setmanes per set dies igual a 483 anys que contant des de l'any 455 aC. Ens portarien a l'any 29 de la nostra era, i altres comencen a comptar des de l'any 445 aC i apliquen els 490 anys.

## Explicació científica
El poble jueu coneixia perfectament la profecia de les setanta setmanes de Daniel i sabien que el temps era pròxim a complir-se. Aquest fet afegit a l'opressió que patia el poble per part de Roma, desencadenar l'aparició de nombrosos messies durant els dos primers segles de la nostra era. La majoria van ser executats o crucificats pels governadors romans sense cap pietat, fet que provocà més descontentament i l'aparició de nous cabdills.
Flavi Josep historiador romà d'origen jueu i testimoni de l'època, en la seva obra ens parla dels diferents messies i els qualifica com: «Impostors i homes astuts que convencien la gent de seguir-los al desert. Deien que els mostrarien prodigis i signes evidents, els quals tindrien lloc d'acord amb la providència de Déu.»